# William H. Moser

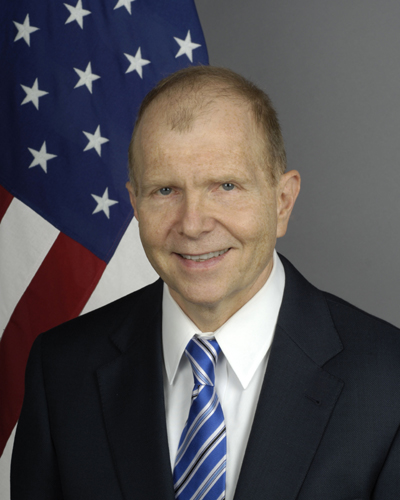
William H. Moser

William H. Moser (n. 1954, Carolina de Nord, SUA) este un diplomat american, fost ambasador al Statelor Unite ale Americii în Republica Moldova, în perioada 2 august 2011 (a depus jurământul la 6 septembrie) – 30 ianuarie 2015, fiind succedat de James D. Pettit.

## Biografie
Moser s-a născut și a crescut în statul Carolina de Nord, unde a obținut diploma de licență în Științe politice la Universitatea Chapel Hill. Are o carieră remarcabilă în calitate de membru al Serviciului Diplomatic al SUA. Din momentul aderării la corpul diplomatic în 1984 el a activat în Ucraina, Kazahstan, Egipt, Surinam și Mali. Este căsătorit și are trei copii.